# Лиза Де Лиу
Лиза Де Лиу (англ. Lisa De Leeuw, настоящее имя — Лиза Трего, англ. Lisa Trego, 3 июля 1958, Молин, Иллинойс — 11 ноября 1993, Иллинойс) — американская порноактриса эпохи порношика, лауреатка AVN Awards и CAFA Awards, член Залов славы AVN и XRCO.

## Биография
Родилась в штате Иллинойс (США) 3 июля 1958 года. Начала карьеру актрисы эротических фильмов в конце 1970-х годов, в разгар эпохи «порношика», с серии короткометражек, которые подтолкнули её к поиску крупных ролей в отрасли. В порноиндустрии дебютировала в 1978 году, в возрасте 19 лет, в фильме 800 Fantasy Lane.
Стала одной из первых исполнительниц, подписавших эксклюзивный контракт с продюсером, в её случае — с Vivid. Прославилась сценами анального секса и двойного проникновения, гораздо менее распространенными в то время на экране, чем в настоящее время. Кроме Vivid, работала в других компаниях: VCA Pictures, Alpha Blue, Caballero, Arrow/AFV, Hollywood, Dreamland, Gourmet/GVC, Vidco, VCX, LBO Entertainment, Metro, Wicked Pictures и Western Visuals.
Два года подряд становилась лауреаткой AVN Awards в категории «лучшая актриса второго плана» — в 1985 году за Dixie Ray, Hollywood Star и в 1986 году за Raw Talent. Примечательно, что фильм Dixie Ray, Hollywood Star был порноадаптацией фильма категории B 1982 года It’s Called Murder, Baby, в котором Лиза сыграла главную роль.
Ушла из индустрии в 1991 году, снявшись в 285 фильмах. Была введена в Зал славы XRCO и Зал славы AVN.

### Предполагаемая смерть
Известно, что актриса умерла, но из-за нелегального характера порноиндустрии в тот период, когда она была активна, настоящая личность и текущий статус не поддаются проверке. В книге 2000 года Skinflicks: The Inside Story of the X-Rated Video Industry писатель и порнопродюсер Дэвид Дженнингс (David Jennings) описывает стигматизацию и слухи вокруг СПИДа в порно-сообществе в конце 1980-х и начале 1990-х годов. Он пишет:

Считавшиеся умершими от СПИДа Лиза Дели Лиу и Брэнди Александр, ныне не работающие в индустрии, объявили себя живыми и здоровыми.
Оригинальный текст (англ.)Reputed to be dead of AIDS, Lisa DeLeeuw and Brandy Alexandre, now out of the industry, proclaimed themselves alive and healthy.

Однако в 2003 году другая публикация, Headpress 25, утверждала, что Де Лиу умерла из-за осложнений от СПИДа 11 ноября 1993 года.

## Премии
| Год  | Церемония   | Результат | Номинация                    | Работа                    |
| ---- | ----------- | --------- | ---------------------------- | ------------------------- |
| 1981 | CAFA Awards | Победа    | Лучшая актриса второго плана | Amanda by Night           |
| 1982 | CAFA Awards | Победа    | Лучшая актриса второго плана | Blonde Heat               |
| 1985 | AVN Awards  | Победа    | Лучшая актриса второго плана | Dixie Ray, Hollywood Star |
| 1986 | AVN Awards  | Победа    | Лучшая актриса второго плана | Raw Talent                |

## Избранная фильмография
- Awesome Classics[16],
- Blue Ribbon Blue[17],
- Cornfed Redhead[18],
- Downstairs Upstairs[19],
- Erotic Novel[20],
- Flaming Tongues[21],
- Garage Girls[22],
- John Holmes Screws The Stars[23],
- I Like to Watch[24],
- Lisa Deleeuw Screws The Stars[25],
- October Silk[26],
- Seduction of Cindy[27],
- Titty Committee[28],
- Watermelon Babes[29].